# Cruzada Aragonesa

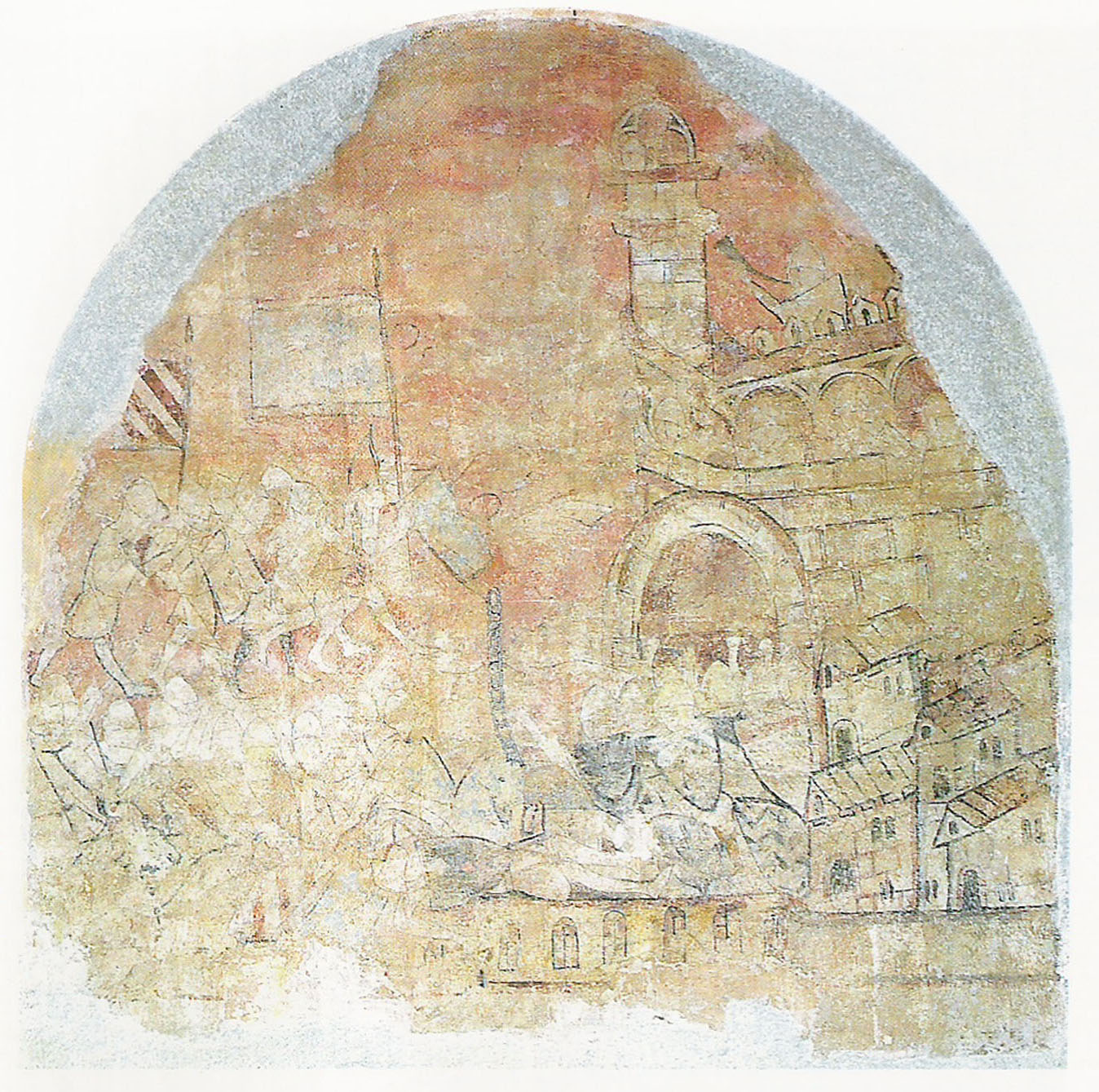
Afresco do Castelo de Cardona representando o cerco de Girona em 1285, atualmente conservado no Museu Nacional de Arte da Catalunha

Cruzada Aragonesa (1284–1285), também conhecida como Cruzada de Aragão ou Cruzada contra a Catalunha, foi uma aventura militar travada pelo Reino da França contra a Coroa de Aragão. Lutada como uma extensão da Guerra das Vésperas Sicilianas (1282–1302), a cruzada foi convocada pelo Papa Martinho IV em retribuição à intervenção de Pedro III de Aragão na Sicília, que prejudicou as ambições políticas do papado e da França.
Devido à recente conquista da Sicília por Pedro, Martinho declarou uma cruzada contra ele e o depôs oficialmente como rei, sob a alegação de que Aragão era um feudo papal: O avô e homônimo de Pedro, Pedro II, havia rendido o reino como um feudo à Santa Sé . Martinho concedeu Aragão ao sobrinho de Pedro, o conde Carlos de Valois, filho do rei Filipe III da França.
O Reino da França, auxiliado pelo Reino de Maiorca, liderou a cruzada. Apesar da oposição interna à cruzada, Filipe III da França invadiu a Catalunha em 1285. Embora os franceses tenham obtido alguns sucessos em terra, a marinha aragonesa conquistou o controle do mar e um exército cruzado francês bastante desgastado foi forçado a recuar no outono de 1285. A derrota do exército francês em 1285 efetivamente encerrou os combates e Aragão faria as pazes com o papa por meio do Tratado de Tarascon de 1291.